# Ызабулак
Ызабулак (каз. Ызабұлақ) — село в Казыгуртском районе Туркестанской области Казахстана. Входит в состав Шанакского сельского округа. Код КАТО — 514055500.

## Население
В 1999 году население села составляло 174 человека (96 мужчин и 78 женщин). По данным переписи 2009 года, в селе проживало 179 человек (96 мужчин и 83 женщины).